# Правохристиане (Ливан)

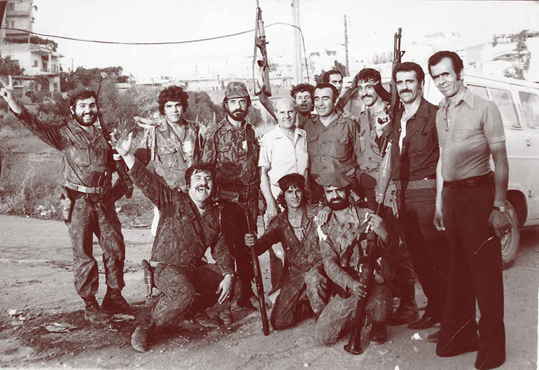
Правохристианские боевики Катаиб при штурме Тель-Заатара (в белой рубашке — Уильям Хауи)

Правохристиане — политический термин-клише, применявшийся в СССР и применяемый в России для обозначения правых политических сил и военизированных милиций христианской общины Ливана. Понятие вошло в широкое пропагандистское употребление в первые годы гражданской войны в Ливане. После окончания войны частота употребления заметно снизилась.

## Структуры и персоналии
Конфесионально ливанские правохристиане в значительном большинстве относились к восточным католикам-маронитам. Представители других конфессий — православные, греко-католики, ААЦ, Армянская католическая церковь, яковиты, как правило, не афишировали свою конфессиональную принадлежность, так как среди противостоящих им палестинцев тоже было много палестинских православных и армян. Такие лидеры, как демонстрировавший своё православие Уильям Хауи, являлись скорее исключениями.
Политически они представляли следующие организации
- Партия Катаиб (Ливанская фаланга) / Фалангистская милиция
- Национал-либеральная партия (НЛП) / Милиция Тигров
- Движение Стражи кедров
- Организация Танзим
- Движение Марада
- Ливанское молодёжное движение (ЛМД)
- Армия Южного Ливана (АЮЛ)
  - Коалиция Ливанский фронт
  - военное крыло Ливанского фронта — Ливанские силы

семейно-политические кланы
- Жмайель
- Шамун
- Франжье

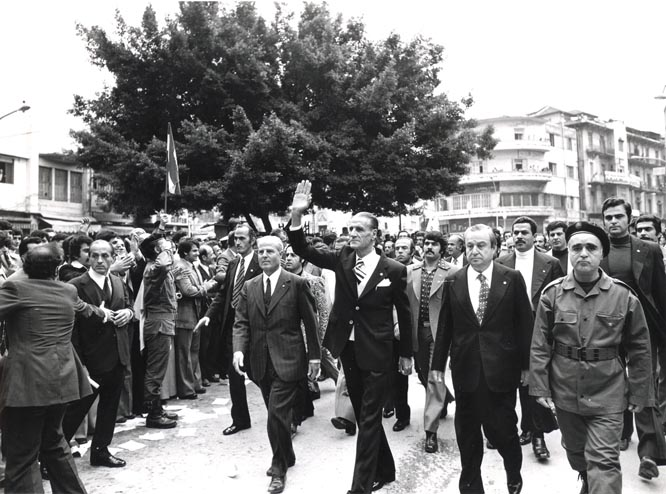
В центре с поднятой рукой — Пьер Жмайель

Персонально среди правохристианских лидеров выделялись
- Пьер Жмайель (Катаиб)
- Камиль Шамун (НЛП)
- Шарль Малик («Ливанский фронт»)
- Башир Жмайель (Катаиб, «Ливанские силы»)
- Уильям Хауи (Катаиб, «Ливанские силы»)
- Сулейман Франжье (Марада)
- Саад Хаддад (АЮЛ)
- Ильяс Хобейка (Катаиб, «Ливанские силы»)
- Самир Джааджаа (Катаиб, «Ливанские силы»)
- Амин Жмайель (Катаиб)
- Роберт Хатем (Катаиб)
- Жозеф Абу Халил (Катаиб)
- Карим Пакрадуни (Катаиб)
- Этьен Сакер («Стражи»)
- Фади Фрем (Катаиб, «Ливанские силы»)
- Фуад Абу Надер (Катаиб, «Ливанские силы»)
- Жорж Адуан («Танзим»)
- Саид Акл («Стражи»)
- Дани Шамун (НЛП)
- Тони Франжье (Марада)
- Башир Марун (ЛМД)

## Политико-идеологическое содержание

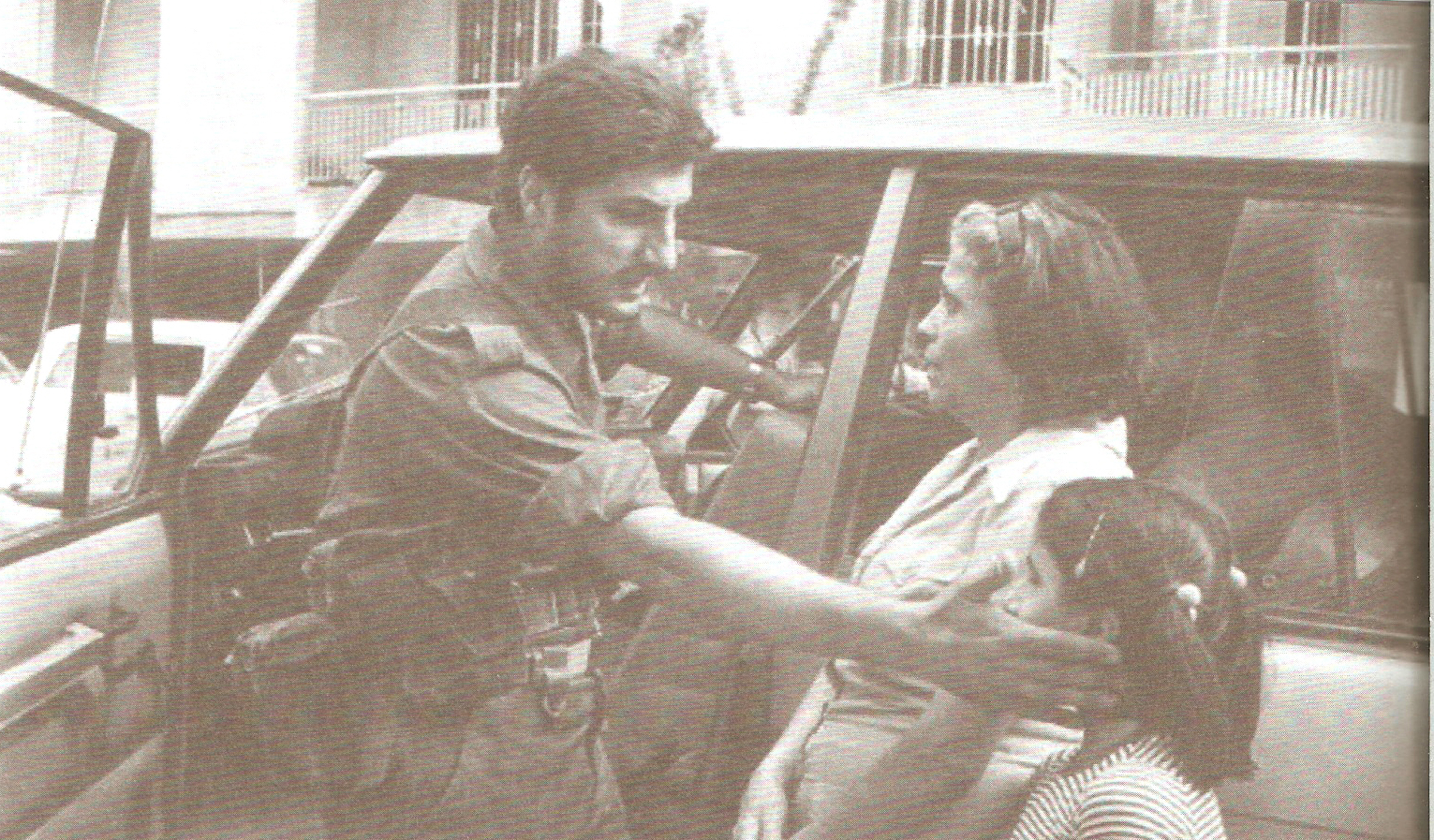
Башир Жмайель с христианской семьёй во время боёв в Бейруте

Понятие «правохристиане» имело в СССР однозначно негативную коннотацию. Типичным выражением было «правохристианские боевики» или «правохристианские подручные Тель-Авива». Такой подход объяснялся идеологизированным характером первого этапа ливанской гражданской войны (особенно периода осады Тель-Заатара).
Межконфессиональное противостояние коррелировалось с идейно-политическим. Националистические и антикоммунистические партии и движения «Ливанского фронта» являлись праворадикальными (Катаиб, «Стражи кедров») либо либерально-консервативными (НЛП). Все они ориентировались на США и Запад и, в особенности АЮЛ, так или иначе сотрудничали с Израилем.
С другой стороны, костяк противостоящего блока составляли союзники КПСС — Организация освобождения Палестины, Ливанская компартия, Прогрессивно-социалистическая партия (ПСП). В жёсткой конфронтации с правохристианами, за исключением сравнительно короткого периода в 1976, находился дружественный СССР сирийский режим Хафеза Асада.

Ливан породил такое удивительное понятие, как «правохристиане»… Правохристианскому блоку противостоял блок левомусульманский.

Неоднозначные стороны событий — кровавая междоусобица Катаиб с «Марадой» (Эденская резня 1978) и НЛП (Резня в Сафре 1980), конфронтация Сирии с ООП и ПСП — в советских СМИ затушёвывались либо не рассматривались вообще.

## Оценки личностей
В 1975—1976 «главарём правохристианского лагеря» обозначался «основатель профашистской фаланги» Пьер Жмайель. Представителем «буржуазно-аристократической реакции» именовался Камиль Шамун. Отношение к Сулейману Франжье в период его президентства было менее однозначным и менялось соответственно его текущей политике.
Башир Жмайель, командир фалангистской милиции, приобрёл широкую известность в СССР в 1982, при избрании президентом и последующей гибели в теракте. Как «человек крутой и беспощадный» оценивался Ильяс Хобейка. Наиболее жёстко критиковался с конца 1970-х Саад Хаддад — называемый «израильской марионеткой» и «сионистским агентом». Амин Жмайель и отчасти Самир Джааджаа одно время в середине 1980-х рассматривались как «молодые руководители, осознавшие бесперспективность кровопролития». Шарль Малик воспринимался как крупный дипломат 1940—1950-х годов.
Этьен Сакер, Уильям Хауи, Фади Фрем, Фуад Абу Надер, Карим Пакрадуни, Дани Шамун, Тони Франжье, Жорж Адуан, Башир Марун были менее известны в СССР и почти не упоминались в советских СМИ. Информация о них стала поступать уже в России, деятельность оцениваться задним числом.

## Дезактуализация термина
Уже с середины 1980-х термин «правохристиане» стал звучать гораздо реже, чем ранее. Многогранный ливанский конфликт явно не укладывался в стандарты право-левого противостояния. В этих категориях трудно определялись такие ключевые участники, как шиитское движение Амаль и тем более исламистские группировки — роль которых в войне с правохристианами резко возросла с 1983.
После окончания гражданской войны и прихода к власти Рафика Харири политическая конфигурация в Ливане кардинально изменилась. Термин «правохристиане» почти перестал употребляться.
На Западе и в самом Ливане этот термин практически не использовался и раньше. Говорилось о «христианских милициях» или «христианских партиях правого крыла».